# Huracán Ethel (1960)
El huracán Ethel se formó en el golfo de México en la mañana del 14 de septiembre de 1960, rápidamente se intensificó a un potencialmente catastrófico huracán de categoría 5, y se debilitó a una tormenta tropical antes de tocar tierra en Biloxi (Misisipi), la siguiente tarde. Debido al rápido debilitamiento, la tormenta causó pequeños daños y ninguna muerte.

## Historial meteorológico
Poco después de que la tormenta tropical Ethel se formara al norte de la península de Yucatán en la mañana del 14 de septiembre, una boya meteorológica en el centro del golfo de México comenzó a registrar fuertes vientos. Ethel se desarrolló rápidamente en un huracán al mediodía y en un huracán intenso por la noche.
Aviones de reconocimiento reportaron una presión central de 972 milibares y vientos de nivel de vuelo de 185 km/h. A pesar de una presión central típica de un huracán de categoría 2, los vientos extremos justificaron la calificación de Ethel como de categoría 3, el nivel más alto en la escala Saffir-Simpson.
Ethel mantuvo la categoría 3 solo brevemente, aire frío y seco entró en la circulación de la tormenta durante la noche. El huracán se debilitó aún más rápidamente de lo que se había intensificado el día anterior. Ethel se redujo a un pequeño huracán en la madrugada, bordeando al este de la desembocadura del río Misisipi. Se disminuyó a una tormenta tropical y atravesó las deshabitadas islas Chandeleur, Chandeleur Sound, y Mississippi Sound hasta que tocó tierra en Biloxi, Mississippi, en la tarde del 15 de septiembre. Base de la fuerza aérea de Keesler registró una presión mínima de 981,4 mbar, representante de un pequeño huracán, sin embargo, no se registraron vientos sostenidos de fuerza de un huracán.
El centro de Ethel se trasladó hacia el norte a través de Mississippi oriental al noroeste de Alabama, el 16 de septiembre, debilitándose a una depresión tropical. La depresión continuó en medio de Tennessee hasta que se disipó en Kentucky en la tarde del 17 de septiembre.

## Impacto

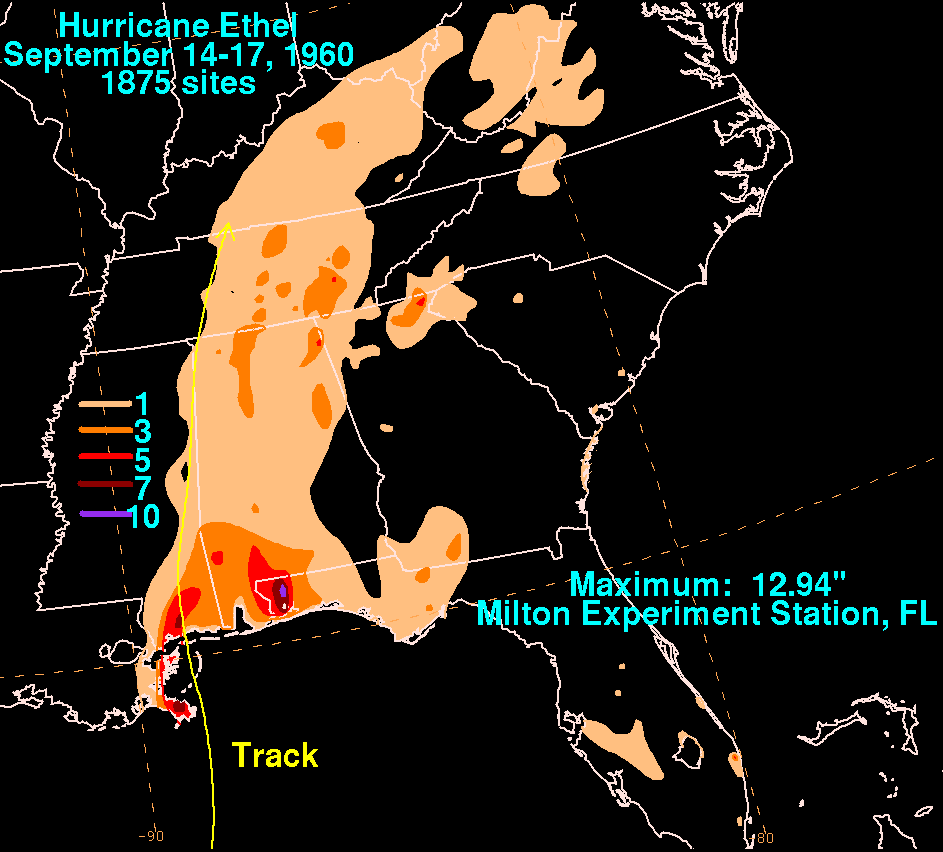
Precipitaciones del huracán Ethel en los Estados Unidos.

A pesar de llegar a la intensidad de categoría 3, el huracán Ethel causó solo daños mínimos en los Estados Unidos y no fue retirado. Pequeñas inundaciones costeras ocurrieron hacia el este, como San Marcos (Florida), y lluvia cayó en esta área en general. Ethel causó pocos daños por inundaciones. Vientos con fuerza de huracán se notificaron en Plaquemines, incluyendo Venice que reportó vientos sostenidos de 145 km/h y de ráfagas de hasta 165 km/h. Mientras se movió sobre Luisiana, el huracán produjo una marejada de 2m en la bahía de Quarantine.
A lo largo de su trayectoria, Ethel generó seis tornados, en Florida y Alabama. Un tornado F0 en Clarke (Alabama) destruyó un granero, dañó una casa, y arrancó algunos árboles. Un tornado F2 en Talladega, posiblemente generado por Ethel dañó numerosos edificios comerciales y casas a lo largo de su ruta de 2 km. El tornado volteó varios coches más, rompió ventanas, derribó líneas de energía, e hirió a dos personas.
Los daños ascendieron a aproximadamente $1 millón (1960 USD) (aproximadamente 6 millones en 2005, ajustado por inflación). Sólo otros tres huracanes de categoría 5 no fueron retirados de las listas de nombres desde 1954. En la temporada de 1964, por tanto, volvió a utilizarse el nombre de "Ethel".